# О’Брайен, Марк
Марк О’Брайен (англ. Mark O'Brien; 31 июля 1949 — 4 июля 1999) — журналист, поэт, а также защитник прав инвалидов. Его биография легла в основу короткометражного фильма Уроки дыхания: Жизнь и работа Mark O’Brien;(Breathing Lessons: The Life and Work of Mark O’Brien), который стал победителем 69-й церемонии вручения премии Оскар в 1997 году в номинации «лучший документальный короткометражный фильм». В 2012 году вышел фильм о поэте Суррогат, в котором его сыграл Джон Хоукс, получивший за эту работу премию «Независимый дух» за лучшую мужскую роль. Фильм Суррогат основан на эссе «On Seeing a Sex Surrogate» Архивная копия от 9 мая 2017 на Wayback Machine, представленном журналом Sun в 1990 году. Суррогатным партнёром была Шерил Коэн-Грин. Они оставались друзьями до смерти О’Брайена.

## Личная жизнь
В 1955 году О’Брайен заболел полиомиелитом, вследствие чего его парализовало до конца жизни. Он был зависим от аппарата искусственного дыхания. Будучи в этом аппарате в UC Berkeley, он занимался поэзией и статьями, становясь адвокатом для людей с ограниченными возможностями. Он стал одним из основателей небольшого издательства Lemonade Factory, специализирующегося на поэзии, написанной людьми с инвалидностью.
О’Брайен является автором нескольких томов поэзии, включающий том Дыхание, и автобиографии, названной Как я стал человеком: поиск инвалида для независимости, написанный с Джиллиан Кендалл.
Встреча О’Брайена со спутницей жизни — Сьюзен Фернбах — показана в фильме Суррогат.